# Digitaria hentyi
Digitaria hentyi är en gräsart som beskrevs av Jan Frederik Veldkamp. Digitaria hentyi ingår i släktet fingerhirser, och familjen gräs. Inga underarter finns listade i Catalogue of Life.